# Elegy to the Memory of an Unfortunate Lady
Elegy to the Memory of an Unfortunate Lady est un poème écrit par le poète anglais Alexander Pope en 1717.